# Васильев, Михаил Яковлевич (Герой Советского Союза)
Михаил Яковлевич Васильев (29 октября 1918 — 4 мая 1943) — советский военно-морской лётчик-истребитель, участник советско-финской и Великой Отечественной войн, Герой Советского Союза (14.06.1942). Гвардии капитан (15.05.1942).

## Биография
Родился 29 октября 1918 года в деревне Александровка (ныне — Старицкий район Тверской области) в семье крестьянина. Учился в начальной школе в родной деревне, затем в 1934 году окончил восемь классов средней школы в районном центре городе Старица. Уехал в Ленинграде, там окончил школу фабрично-заводского ученичества при заводе имени Энгельса и работал на этом заводе слесарем-сборщиком.
В августе 1936 года призван на службу в Рабоче-крестьянскую Красную Армию. В 1937 году окончил 8-ю школу военных пилотов в Одессе, после чего был распределён на службу в авиацию Балтийского флота. С ноября 1937 года был пилотом 30-й штурмовой авиаэскадрильи. С апреля 1938 года служил в составе 13-го истребительного авиаполка ВМФ: пилот, с июля 1938 года — начальник парашютно-десантной службы полка, с января 1940 года — командир звена там же.
Принимал участие в советско-финской войне. Летая на истребителе И-16, выполнил 40 боевых вылетов, в паре и в группе сбил 3 финских самолёта. В 1941 году вступил в ВКП(б).
С июня 1941 года — на фронтах Великой Отечественной войны. Принимал участие в обороне Таллина, полуострова Ханко, Ленинграда. 18 января 1942 года Приказом Наркома ВМФ СССР № 10 за проявленную отвагу в воздушных боях с немецко-фашистскими захватчиками, за стойкость, мужество, дисциплину и организованность, за героизм личного состава 13-й иап ВВС ВМФ получил гвардейское звание и был переименован в 4-й гвардейский истребительный авиационный полк ВВС КБФ.
С 20 марта 1942 года гвардии старший лейтенант Васильев командовал 1-й авиаэскадрильей 4-го гвардейского истребительного авиаполка 61-й истребительной авиабригады ВВС Балтийского флота. До начала 1943 года продолжал воевать на истребителях И-16 и только через полтора года войны полк был перевооружён на Ла-5.
К апрелю 1942 года старший лейтенант Васильев совершил 315 боевых вылетов, 29 из которых — на штурмовку, 6 — на бомбардировку, 56 — на разведку. Принимал участие в 28 воздушных боях, в которых уничтожил 2 самолёта лично и 16 — в группе. Во время штурмовок и бомбардировок Васильев уничтожил 10 автомашин, 16 мотоциклов, 2 катера, около 500 солдат и офицеров противника.
Указом Президиума Верховного Совета СССР «О присвоении звания Героя Советского Союза начальствующему составу Военно-морского флота» от 14 июня 1942 года за «образцовое выполнение боевых заданий командования на фронте борьбы с немецкими захватчиками и проявленные при этом отвагу и геройство» Васильеву Михаилу Яковлевичу присвоено звание Героя Советского Союза с вручением ордена Ленина и медали «Золотая Звезда» за номером 529.
4 мая 1943 года М. Я. Васильев погиб в воздушном бою у острова Сескар в Финском заливе. Обстоятельства гибели описаны в мемуарах его командира Героя Советского Союза В. Ф. Голубева:

В этот день противник бросил в бой превосходящие силы своих истребителей, да к тому же сумел передать на нашей волне ложную информацию о воздушной обстановке. Это привело к ошибкам. Их совершило и командование на земле, и летчики. Силы распылили, и группа Васильева оказалась в тяжелой обстановке. В неравном бою с «фокке-вульфами» он погиб вместе с ведомым, старшим лейтенантом Филатовым… мы здесь ошибку допустили, приняли вражескую информацию за свою и передали Васильеву команду оказать помощь «якам», ведущим бой над островом Сескари. Он вылетел на поддержку группы Цыганова, ведущей бой над Копорским заливом. А Михаил к нашей ошибке добавил свою, он дал команду звену Соценко оказать помощь Цыганову, а сам парой пошел к Сескари. От Васильева было принято всего одно сообщение: "Веду бой с «фокке-вульфами». Видимо, и он, и Филатов попали под удар с разных высот и были сбиты почти одновременно.— Голубев В. Ф. Во имя Ленинграда. — М.: ФАИР-ПРЕСС, 2000. — 512 с. — IBSN 5–8183–0159–1. — Часть III. Глава «Плохо закончился отпуск».
К моменту гибели лётчик совершил 560 боевых вылетов (включая 42 штурмовки и 67 разведок), в которых сбил 4 самолёта лично и 20 — в группе.
Был награждён двумя орденами Ленина (19.02.1942, 14.06.1942), двумя орденами Красного Знамени (21.04.1940, 16.03.1942), орденом Отечественной войны 1-й степени (12.08.1943, посмертно).

## Память
- В честь Михаила Васильева в городе Выборге названа улица и установлена мемориальная доска.
- На здании Старицкой средней школы установлена мемориальная доска: «В этой школе в 1929—1932 годах учился Васильев Михаил Яковлевич — Герой Советского Союза».
- Имя увековечено на мемориале в деревне Борки (Ломоносовский район Ленинградской области).